# Christina Bragh Lorenzen
Christina Bragh Lorenzen (født 8. december 1995 i Varde) er en cykelrytter fra Danmark, der kører for Team Friis ABC ACR.

## Karriere
Efter at have kørt for ABC København, blev hun fra starten af 2021 en del af klubbens nye DCU Elite Team, Team ABC Dame Elite. Her var hun med til at vinde sølvmedaljer ved DM i holdløb 2022.
I august 2023 repræsenterede hun det danske landshold ved World Tour-løbet Tour of Scandinavia 2023. Det var første gang hun var på det danske landshold og første gang hun var på startlisten på World Touren. Hun endte på en samlet 91. plads ud af 94 fuldførende ryttere. I juni 2025 blev hun igen udtaget til landsholdet der skulle køre World Tour-løbet Copenhagen Sprint.

## Privat
Hun er født og opvokset i Varde. I 2014 afsluttede hun sin gymnasielle uddannelse på Varde Gymnasium, og i 2015 tog hun ét år på Vallekilde Højskole på linjen som tilrettelægger. Fra 2016 til 2019 gik hun på Danmarks Journalisthøjskole, hvor hun læste medieproduktion og ledelse. 
Fra august 2019 og ét år frem var Christina Bragh Lorenzen kreativ producer på DRs børnekanal DR Ultra. Derefter var hun ét år på Metronome som talentudvikler, inden hun fra 
maj 2021 vendte tilbage til DR, for at denne gang arbejde som producer hos DR P3.